# جایزه شعر امروز ایران
جایزه شعر امروز ایران جایزه در زمینه شعر فارسی در فاصله سال‌های ۱۳۷۹ تا ۱۳۸۴ بود. این جایزه با حمایت مالی و اجرایی  موسسه‌ی فرهنگی و هنری  کارنامه برگزار می‌کرد. به همین دلیل به جایزه شعر کارنامه شهرت یافته بود. منوچهر آتشی از بنیان‌گذاران این رقابت بود و دبیری آن را رقابت را حافظ موسوی بر عهده داشت.
مراسم جایزه شعر کارنامه در سال ۱۳۸۴ برگزار نشد که نگار اسکندرفر، سردبیر مجله کارنامه توقیف این مجله را عامل توقف آن عنوان کرد. دوره پنجم این جایزه قرار بود هم‌زمان با سالمرگ منوچهر آتشی برگزار شود اما به دلیل معطل ماندن صدور مجوز برخی کتاب‌های شعر تا اطلاع ثانوی این جایزه برگزار نخواهد شد.

## برندگان
[یوسفی که لب نزدم]

| سال  | دوره       | نام شاعر        | نام اثر                          |
| ---- | ---------- | --------------- | -------------------------------- |
| ۱۳۷۹ | دوره اول   | گراناز موسوی    | پابرهنه تا صبح                   |
| ۱۳۸۰ | دوره دوم   | یزدان سلحشور    |                                  |
| ۱۳۸۰ | دوره دوم   | ابراهیم رزم آرا |                                  |
| ۱۳۸۱ | دوره سوم   | عباس صفاری      | دوربین قدیمی                     |
| ۱۳۸۱ | دوره سوم   | حسن عالی‌زاده    | روزنامه تبعید                    |
| ۱۳۸۱ | دوره سوم   | سعید صدیق       | من آسمان خودم را سروده‌ام         |
| ۱۳۸۲ | دوره چهارم | شهین خسروی نژاد | رامش                             |
| ۱۳۸۲ | دوره چهارم | حسین مزاجی      | شعبده‌باز                         |
| ۱۳۸۲ | دوره چهارم | شهاب مقربین     | کنار جاده‌ی بنفش، کودکی‌ام را دیدم |
| ۱۳۸۳ | دوره پنجم  | برگزار نشد      |                                  |
| ۱۳۸۴ | دوره پنجم  | برگزار نشد      |                                  |

## منبع
- مجله وازنا
- جایزه مجله کارنامه به شعر امروز ایران بایگانی‌شده  در ۱۷ سپتامبر ۲۰۰۸ توسط Wayback Machine